# Incamyia unica
Incamyia unica là một loài ruồi trong họ Tachinidae.